# Kilim

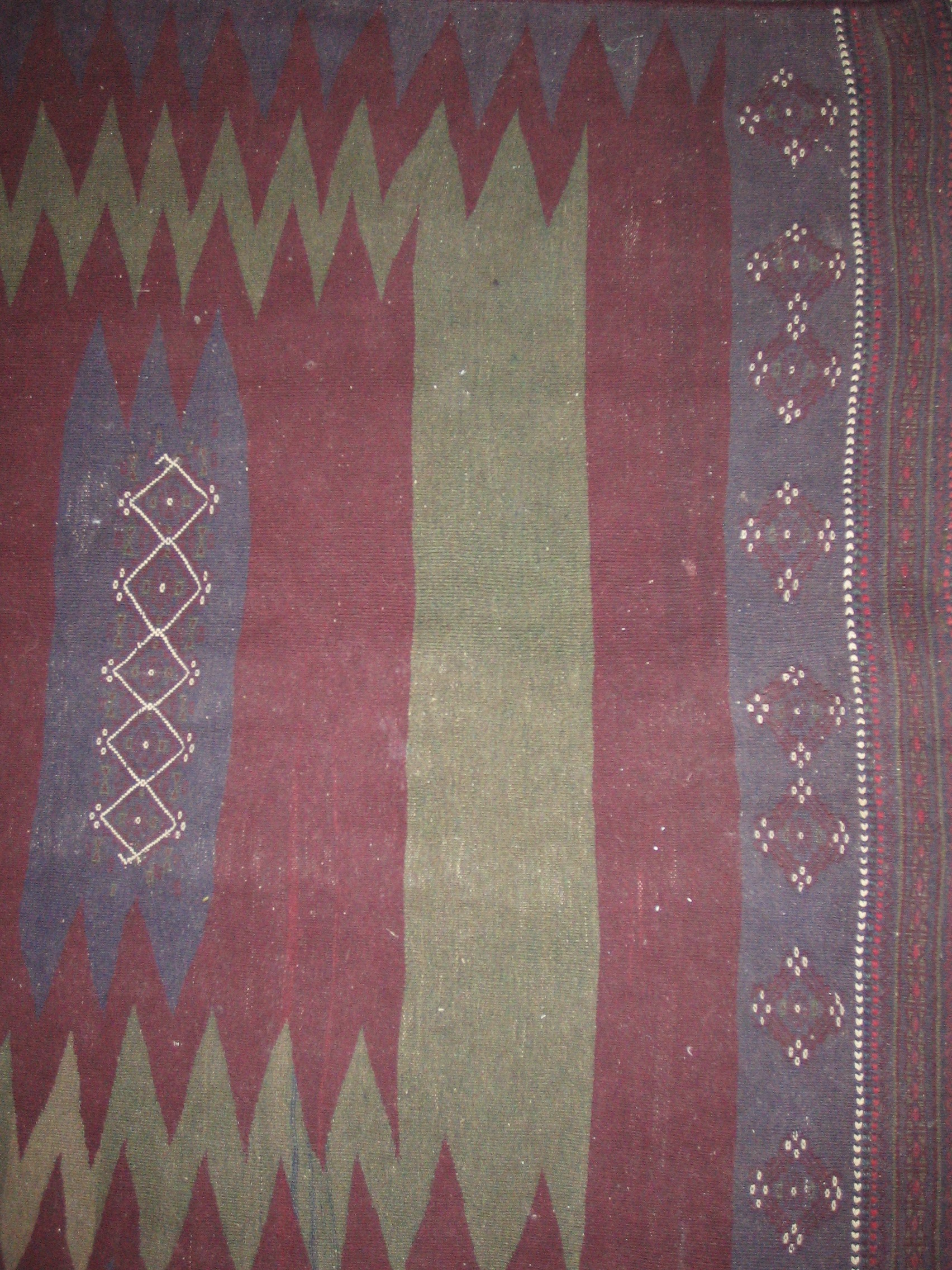
Exemplo de um kilim iraniano

Kilim (em persa: گلیم‎; romaniz.: gelīm), também escrito klim ou kelim (uma palavra de origem turca é a designação dada a tapetes de lã sem veludo, que são tecidos sem recurso a nós. É fabricado sobretudo em alguns locais da Anatólia (Turquia) e do Irão (particularmente em Sanandaj), mas de uma forma mais genérica fabricam-se tapetes chamados kilims desde os Balcãs até ao Paquistão, passando pelo Médio Oriente, Cáucaso e Ásia Central.
Podem ser puramente decorativos ou ser usados como tapetes de oração. No Ocidente são frequentemente usados para cobrir o chão. Pensa-se que a sua origem possa remontar a 8 000 a.C. Até há relativamente pouco tempo, os kilims não era fabricados com intuito comercial, e conservaram a sua autenticidade, ligada às memórias e identidade de povos sedentários, nómadas e semi-nómadas que os teciam. Cada tribo e localidade tem o seu próprio estilo: cores vistosas ou sóbrias, decorações complexas, simples ou refinadas conforme as regiões, etc. Os motivos constituem uma forma de escrita simbólica herdada de antigas crenças xamânicas.

## Etimologia
O termo kilim tem origem no persa gelīm, que significa "estender grosseiramente", que talvez seja de origem mongol. Noutras línguas são empregues várias formas da palavra: kilim em turco e polonês/polaco, κιλίμι em grego, ćilim em croata, bósnio e sérvio, qilim em albanês, килим (kylym) em búlgaro, килим (kylym) em ucraniano e kilimas em lituano. O termo equivalente em curdo é berr.

## Origens
O arqueólogo britânico James Mellaart desenterrou no sítio arqueológico neolítico de Çatal Hüyük, nos arredores de Cônia, frescos com motivos que apresentam semelhanças evidentes com os kilims da Anatólia Central. Segundo ele, esta arte remonta à da domesticação do carneiro, ou seja, cerca de 8 000 a.C. Outros arqueólogos, como Elizabeth Wayland Barber, pensam que a lã só começou a ser usada na tecelagem a partir do 4º milénio a.C. Os motivos que se encontram nos kilims teriam sido inspirados nas decorações de cerâmica ou de cestaria, conforme sugere Càthryn M. Cootner numa das suas obras.
Foi o suporte têxtil que assegurou a permanência desta iconografia, pois ela ainda se encontra atualmente nas produções artesanais dos povos tecelões. Os temas chegaram aos nossos dias e com eles um pouco das suas aspirações, receios e crenças. O património dos motivos usados nos kilims cobre uma região que se estende dos Balcãs à China. Aparentemente o o berço dessa arte situa-se na Mesopotâmia e irradiou para os oásis da Ásia Central e oriental através do nomadismo pastoral, um modo de vida surgido no 3º milénio a.C. entre o Tigre e o Eufrates para satisfazer a necessidade crescente de carne e lã, que obrigava os criadores de gado a deslocarem-se continuamente, procurando novas pastagens.
O público ocidental só descobriu esta forma de tecelagem recentemente, apesar de alguns conhecedores já tivessem apreciado as suas qualidades artísticas. Este êxito tardio ajudou a preservar o kilim de influências comerciais e de manter a sua autenticidade. As técnicas de fiação da lã, da tecelagem propriamente dita, e das tinturas mantiveram-se as mesmas durante milénios. Esta tradição só foi quebrada no fim do século XX, com o uso de corantes químicos. A produção dos múltiplos grupos e subgrupos tribais bem como a das aldeias, algumas delas habitadas pelos descendentes diretos das primeiras populações sedentárias, carateriza-se por cores e motivos que permitem determinar a proveniência de cada peça. Contudo, uma vez respeitados esses parâmetros, a liberdade de execução é total.